# Il-Arslan

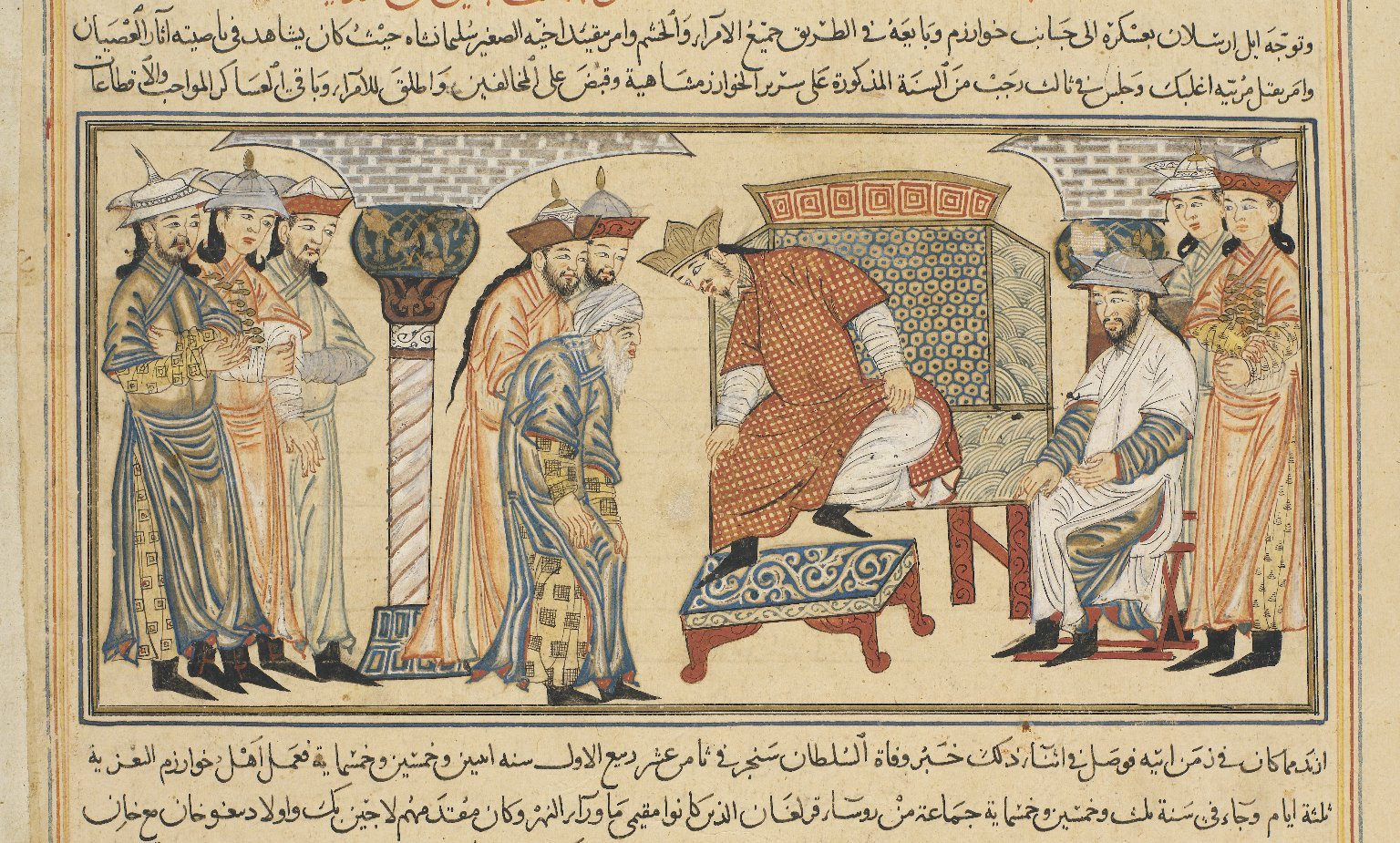
Il-Arslan wird zum Herrscher gekrönt. Abbildung aus dem Dschami' at-tawarich des Raschīd ad-Dīn.

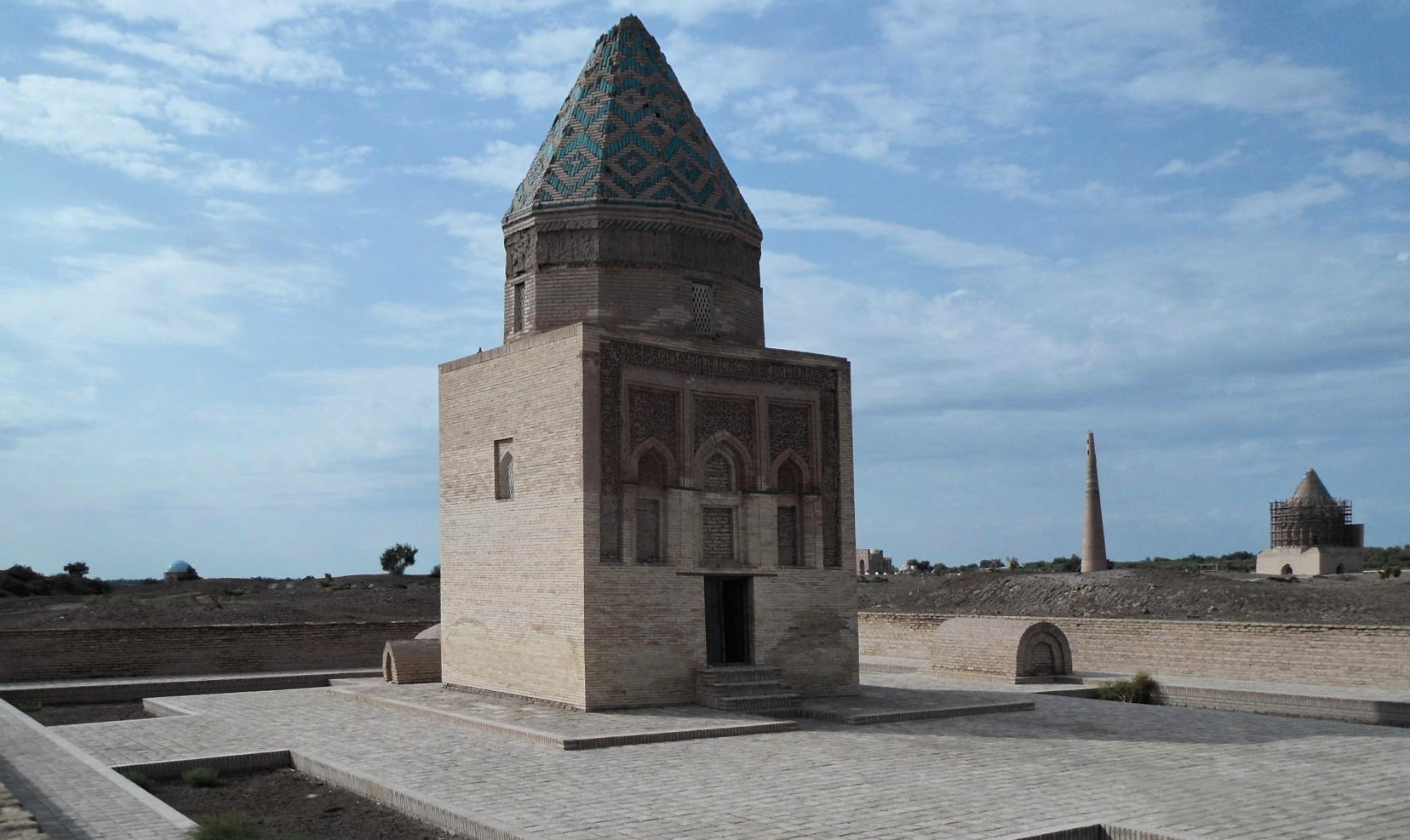
Il-Arslans Mausoleum in Gurgandsch.

Il-Arslan, mit vollem Namen Tadsch ad-Dunya wa-’d-Din Abu ’l-Fath Il-Arslān (Tāǧ ad-Dunyā wa-’d-Dīn Abū ’l-Fatḥ Il-Arslan; † 7. März 1172 in Gurgandsch) herrschte zwischen 1156 und 1172 als Choresm-Schah in Choresmien.
1152 wurde Il-Arslan unter seinem Vater Ala ad-Din Atsiz zum Gouverneur von Dschand ernannt. Als 1156 sein Vater starb, folgte er ihm am 22. August 1156 als neuer Herrscher. Wie sein Vater zahlte Il-Arslan sowohl an den Seldschuken-Sultan Ahmad Sandschar als auch an die Kara Kitai Tribute.
Ahmad Sandschar starb nur wenige Monate später, was zu Chaos im seldschukischen Chorasan führte. Dies erlaubte Il-Arslan, sich faktisch von der seldschukischen Oberherrschaft zu lösen, wobei er zu Sandschars Nachfolger in Chorasan ein freundschaftliches Verhältnis hielt. Gemeinsam sollten beide gegen die Kara Kitai vorgehen, aber ein Feldzug kam nicht zustande. Wie sein Vater wollte Il-Arslan seine Herrschaft nach Chorasan ausweiten, konnte aber trotz seiner militärischen Unterstützung für Verbündete vor Ort keinen wirklichen Gewinn erzielen.
1158 geriet Il-Arslan mit den Karachaniden von Samarqand aneinander, als deren Herrscher Chaghrï Khan gegen die Karluken in seinem Reich vorging. Mehrere Führer der Karluken flohen nach Choresmien und erbaten bei Il-Arslan Hilfe. Il-Arslan fiel in das Gebiet der Karachaniden ein, eroberte Buxoro und belagerte Samarqand, wo sich Chaghrï Khan aufhielt. Chaghrï Khan rief die Kara Kitai zu Hilfe, die zwar eine Armee entsandten, aber nicht gegen Il-Arslan kämpften. Am Ende musste Chaghrï Khan die karlukischen Führer wieder aufnehmen und ihnen ihre alten Stellungen zurückgeben.
Weil Il-Arslan seine Tribute nicht entrichtete, starteten die Kara Kitai 1172 eine Strafexpedition. Il-Arslan sammelte seine Streitkräfte, konnte aber wegen einer Erkrankung nicht selbst in die Schlacht ziehen. Er verlor die Schlacht und starb wenig später im März desselben Jahres. Das Reich erlebte eine Zeit des Chaos, weil sich Il-Arslans Söhne Tekisch und Sultan Schah um die Nachfolge stritten.